# Thrinchostoma assamense
Thrinchostoma assamense är en biart som beskrevs av Percy Sladen 1915. Thrinchostoma assamense ingår i släktet Thrinchostoma och familjen vägbin. Inga underarter finns listade i Catalogue of Life.